# Szabó-Lencz Péter

## Életrajz
Szabó-Lencz Péter, más néven Petyka, magyar képzőművész. Született 1981-ben. Festőként és grafikusként dolgozik, de szakterülete a személyre szabott megbízások, ügyfélspecifikus projektek, egyedi installációs festmények és falfestmények kivitelezése is. A kifinomult geometrikus absztrakt alkotásairól és művészeti projektjeiről ismert.
Budapesten él és dolgozik.

## Művészi nyilatkozat
A Studio Petyka nevű mellékprojektje keretében Szabó-Lencz munkássága a geometrikus absztrakt művészetre és a három alapvető geometriai forma: a háromszög, a kör és a négyzet felfedezésére összpontosít. Ezek a formák szolgálnak művészi kifejezésmódjának alapjául, egyszerre testesítik meg az egyszerűséget és a komplexitást.
Keményvonalas festészeti technikákat alkalmazva, folyamatában kísérletezik a színekkel, textúrákkal, felületekkel és kompozíciókkal, hogy merész jelenlétet teremtsen ezekben a geometrikus formákban. Ezen alapformák kombinálásával és felosztásával Szabó-Lencz párbeszédet kíván létrehozni a néző és a műalkotás között, személyes értelmezésekre és érzelmi reakciókra invitálva. Ezen a felfedezésen keresztül az egyszerűségben rejlő mélyreható lehetőségek feltárására törekszik.
Szabó-Lencz élénken érdeklődik az absztrakt expresszionizmus és a gesztusfestészet iránt is. Ezekben a formákban úgy véli, hogy a festészet minden egyes aktusa szelíd meghívásként, emlékeztetőként és tanúságtételként szolgál a rajta kívül létező lehetőségekről.

## Válogatott megbízások és gyűjtemények
- Adina Apartment Budapest, HU (művészeti beszállító, művészeti nyomtatási megbízás, 2021, 2022)
- Wyndham Grand Algarve, PT (művészeti beszállító, festménymegbízás, 2021)
- Marriott Prague, CZ (művészeti beszállító, festészeti megbízás, 2020)
- Marriott Budapest, HU (művészeti beszállító, festménymegrendelés, 2019)
- Kazinczy - Budapest, HU (falfestmény megbízás, 2014)

## Válogatott kiállítások
- Dialog - DinDin Galéria, Budapest, HU (kétszemélyes kiállítás, 2022)
- STROKE Art Fair - REDU Galéria, München, DE (2021)
- Urban Heroes - Blitz Galéria, Budapest, HU (2018)
- Self Discovery - Fine Heart Custom Ink, Budapest, HU (egyéni kiállítás, 2018)
- Az élő várostól a belső absztrakcióig - Printa, Budapest, HU (egyéni kiállítás, 2016)
- From City to City - Printa, Budapest, HU (egyéni kiállítás, 2014)
- Urban Playground - Portfolio Points, FORMA, Budapest, HU (önálló kiállítás, 2012)
- Pont 25-en - FUGA Budapesti Építészeti Központ, Budapest, HU (2011)
- Stroke Urban Art Fair - München, DE (2011)
- Art Moments Spicy Collection - Galerie B, Bécs, AT (2011)
- Magyar szépség - Gozsdu Udvar, Budapest, HU (2011)
- Urbanized Yourself - Vörösmarty Mozi Galéria, Budapest, HU (önálló kiállítás, 2009)